# 松原敬生のシャレアップ歌謡曲
松原敬生のシャレアップ歌謡曲（まつばらたかおのシャレアップかようきょく）は2006年10月7日から2018年9月29日まで放送されていた、東海ラジオ放送の土曜深夜の歌謡曲番組。
※なお、番組内では「日曜日早朝の番組」と案内されているが、本稿では放送時間帯の通例によって「土曜日深夜の番組」として扱う。

## 放送時間
- 2006年10月 - 2007年10月:毎週土曜日 27:00 - 29:00
- 2007年10月 - 2018年9月:毎週土曜日 28:00 - 29:00

頻度は少ないものの、『東海ラジオ ガッツナイタースペシャル』におけるナイターカードの中継が23時台後半に及んだ場合は、21:00 - 23:00ならびに25:00 - 27:30の番組をスライド放送する都合上、本番組が休止される場合がある（過去に2010年11月6日の日本シリーズ第6戦「中日対ロッテ」が24時頃まで続いた結果、本番組が休止となった事態があった）。
なお、1982年7月時点の東海ラジオ番組表によれば、同名の番組が日曜8:30-9:00に放送されていた。

## パーソナリティー
- 松原敬生（東海ラジオ放送元アナウンサー）

## 番組コーナー

### 2006年～2007年10月
【27時台】
リクエストコーナーリスナーから寄せられたリクエスト曲を、メッセージと共にオンエアする。懐メロがオンエアされる事が多い。
新曲コーナー発売直後や発売前の新曲をオンエアする。演歌系の曲がかかるケースが多い。
おしゃれ歌謡曲時代を代表するアーティストを取り上げ、その代表曲をオンエアする。
【28時台】
演歌スペシャル演歌歌手をスタジオに招き、松原がインタビュアーとなって代表曲や新曲を紹介する。松原とのトークではなく、歌手が単独でトークする場合もある。通常は2組の歌手が紹介される。ミッドナイト東海21から移行したコーナー。
※なお、紹介される歌手が少ない場合、残りの時間はリクエストコーナーになる。

### 2007年10月～2018年9月
- 時間短縮により、基本的にリクエストとゲストコーナーのみとなっている。